# Constantin Piron
Constantin Piron (Paris, 5 de junho de 1932 — Lausanne, 9 de maio de 2012) foi um físico belga que trabalhou a maior parte de sua carreira na Suíça.
Em 1963 Piron obteve um doutorado na Universidade de Lausanne, orientado por Josef-Maria Jauch e Ernst Stueckelberg, com uma tese sobre lógica quântica, "Axiomatique quantique". Desenvolveu métodos de Jauch (denominados de abordagens de Genebra) para os fundamentos da mecânica quântica.
O teorema de Piron (1964) é um famoso teorema de representação para reticulados quânticos.
Em 1969 foi Professor Assistente do Departamento de Física da Universidade de Genebra, e em 1974 Professor Ordinário. Aposentou-se em 2000.

## Publicações
- Observables in General Quantum Theory: Lectures Delivered at the International School of Physics "Enrico Fermi", Foundations of Quantum Mechanics, Institut de physique théorique, 1970
- Foundations of Quantum Physics,[6] W.A. Benjamin Inc., Massachusetts, 1976
- Mécanique quantique: bases et applications, Presses polytechniques et universitaires romandes, 1990
- Méthodes quantiques : Champs, N-corps, diffusion, Presses polytechniques et universitaires romandes.